# The Curse of the Lake
The Curse of the Lake è un cortometraggio muto del 1912. Il nome del regista non viene riportato nei credit del film.

## Produzione
Il film, che fu prodotto dalla Vitagraph Company of America, venne girato a Santa Monica, in California.

## Distribuzione
Distribuito dalla General Film Company, il film - un cortometraggio in una bobina - uscì nelle sale cinematografiche statunitensi il 9 luglio 1912.